# Lepno
Lepno (niem. Löpen) – wieś w Polsce położona w województwie warmińsko-mazurskim, w powiecie elbląskim, w gminie Rychliki.
W latach 1975–1998 miejscowość administracyjnie należała do województwa elbląskiego. 
Wieś wzmiankowana w dokumentach z roku 1350, jako wieś pruska na 10 włókach. Pierwotna nazwa - Lepen. W roku 1782 we wsi odnotowano 9 domów (dymów), natomiast w 1858 w 25 gospodarstwach domowych było 261 mieszkańców. W latach 1937–39 było 248 mieszkańców. 
We wsi murowany wiatrak typu holenderskiego z kikutem izbicy i jednym śmigłem.